# Henry Stacquet
Pour les articles homonymes, voir Stacquet.
Henry Stacquet est un peintre belge né à Bruxelles le 24 novembre 1838 et décédé à Schaerbeek le 20 novembre 1906.
La commune de Schaerbeek a donné son nom à une rue.

## Distinctions
- Chevalier de l'ordre de Léopold (16 janvier 1892)[1].
- Officier de l'ordre de Léopold (19 mars 1903)[2].